# Schweizer Meisterschaften im Skispringen und der Nordischen Kombination 1999
Die Schweizer Meisterschaften im Skispringen und der Nordischen Kombination 1999 fanden am 13. und 14. Februar 1999 in Chaux-Neuve statt. Das Skispringen gewann Sylvain Freiholz und die Nordische Kombination Ivan Rieder.

## Nordische Kombination

### Einzel
| Platz | Name              | Ort               | Zeit (min) |
| ----- | ----------------- | ----------------- | ---------- |
| 01    | Sylvain Guillaume | Frankreich        | 27:38,3    |
| 02    | Nicolas Bal       | Frankreich        | 27:51,9    |
| 03    | Remy Trachsel     | Frankreich        | 29:33,6    |
| 04    | Baptiste Rousset  | Frankreich        | 29:46,1    |
| 05    | Ivan Rieder       | SC Kandersteg     | 29:50,1    |
| 06    | Frédéric Baud     | Frankreich        | 29:54,4    |
| 07    | Marco Zarucchi    | Alpina St. Moritz | 29:55,1    |
| 08    | Ronny Heer        | SC Horw           | 30:15,6    |

Datum: Samstag, 13. Februar 1999 und Sonntag, 14. Februar 1999 in Chaux-Neuve

Der fünftplatzierte Ivan Rieder holte damit seinen ersten Meistertitel. Der achtplatzierte Ronny Herr wurde Juniorenmeister Die französischen Teilnehmer liefen außer Konkurrenz und erhielten keine Medaillen.

## Skispringen

### Normalschanze
| Platz | Name             | Verein        | Weite 1 | Weite 2 | Punkte |
| ----- | ---------------- | ------------- | ------- | ------- | ------ |
| 01    | Sylvain Freiholz | Le Brassus    | 93,0 m  | 93,5 m  | 243,5  |
| 02    | Marco Steinauer  | SC Einsiedeln | 92,5 m  | 91,0 m  | 240,0  |
| 03    | Nicolas Dessum   | Frankreich    | 94,0 m  | 87,0 m  | 233,5  |
| 04    | Jérôme Gay       | Frankreich    | 89,0 m  | 87,5 m  | 223,0  |
| 05    | Lucas Chevalier  | Frankreich    | 85,0 m  | 91,0 m  | 222,0  |
| 06    | Simon Ammann     | Unterwasser   | 90,5 m  | 85,5 m  | 220,5  |
| 07    | Bruno Reuteler   | SC Einsiedeln | 89,5 m  | 85,0 m  | 218,0  |
| 08    | Andreas Küttel   | SC Einsiedeln | 89,5 m  | 84,0 m  | 214,5  |
| 09    | Herve Perret     | Frankreich    | 87,5 m  | 85,0 m  | 213,0  |
| 010   | Baptiste Rousset | Frankreich    | 85,5 m  | 83,5 m  | 206,0  |

Datum: Sonntag, 14. Februar 1999 in Chaux-Neuve

Sylvain Freiholz gewann mit Weiten von 93 m und 93,5 m vor Marco Steinauer und holte damit seinen fünften Meistertitel. Der sechstplatzierte Simon Ammann wurde Juniorenmeister.